# Блесна
Блесна е вид изкуствена примамка, употребявана в спортния риболов. Блесната е основен аксесоар при риболов на спининг. Основен материал при изработката на блесни е металът, за разлика от воблерите и силиконовите примамки. Блесната създава механични колебания във водата и имитира движението на малки рибки, основната храна на хищните риби.
По начина на изпълнение блесните се подразделят на два основни вида – въртящи и клатещи.